# Öskjuvatn
Öskjuvatn er en sø i Island. Den har et areal på 11 km2, og en dybde på 220 m, og er dermed Islands næstdybeste sø efter Jökulsárlón.
Öskjuvatn ligger i det islandske højland i et krater i vulkanen Askja i den nordøstlige del af gletsjeren Vatnajökull. Krateret med søen blev dannet ved et kraftigt vulkanudbrud i 1875.